# سوئیس‌ایر

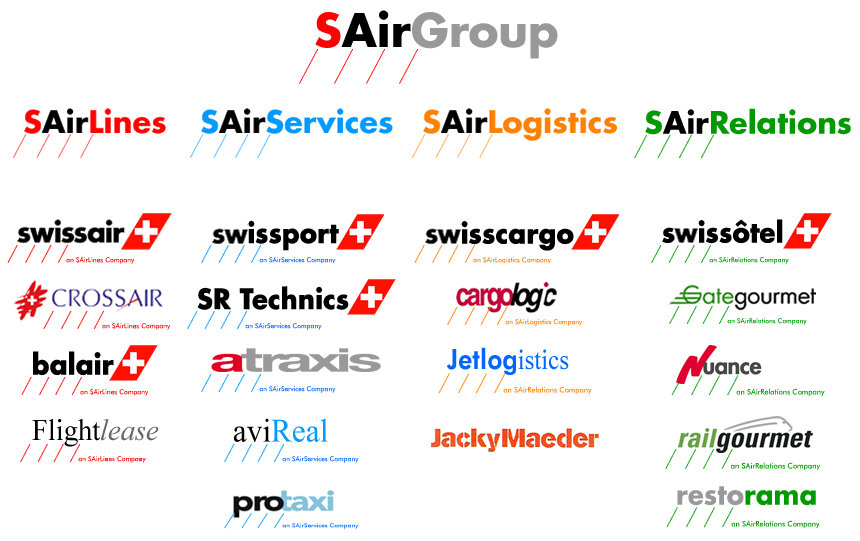
آرم شرکت‌های متعلق به SAirGroup

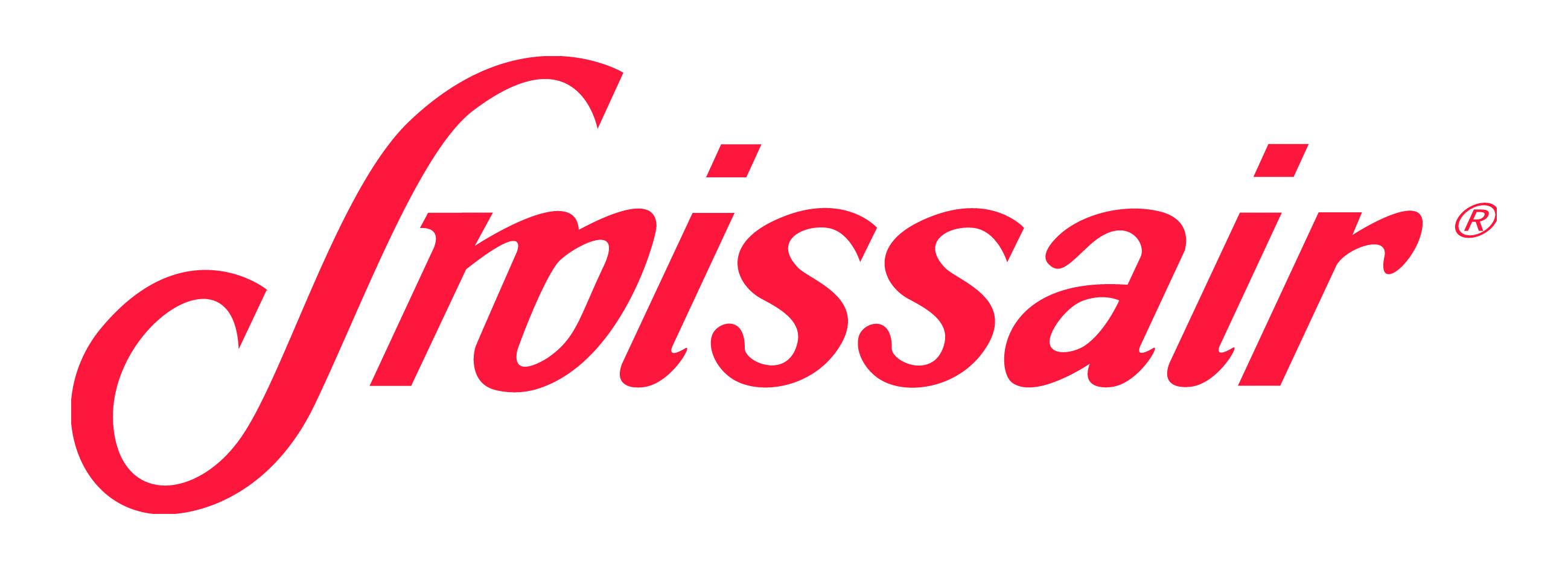
اولین لوگوی سوئیس‌ایر.

سوئیس‌ایر (انگلیسی: Swissair; آلمانی: Schweizerische Luftverkehr-AG; فرانسوی: S.A. Suisse pour la Navigation Aérienne) یک شرکت هواپیمایی با کد یاتا SR بود که برای سال‌ها، به‌عنوان شرکت هواپیمایی ملی کشور سوئیس فعالیت می‌کرد که پس از ورشکستگی، در ۱ آوریل ۲۰۰۲ میلادی در شرکت هواپیمایی سوئیس اینترنشنال ایرلاینز ادغام شد.